# Pietro Ago
Pietro Ago, italijanski general, * 1872, † 1966.